# Sybrinus grossepunctipennis
Sybrinus grossepunctipennis là một loài bọ cánh cứng trong họ Cerambycidae.